# Patricia Ceysens
Patricia Jacqueline Hubert Maria Ceysens (Maaseik, 5 juni 1965) is een Belgisch politica voor de Open Vld. Ze studeerde rechten aan de Katholieke Universiteit Leuven.

## Levensloop
Ceysens studeerde in 1988 af als licentiate in de rechten aan de Katholieke Universiteit Leuven en behaalde in 1991 een graduaat in de marketing aan het Centrum voor voortdurende vorming en middenstandsopleiding in Leuven.
Van 1988 tot 1999 was Ceysens advocate aan de Balie van Leuven. Ook was ze van 1989 tot 1991 assistente aan het Instituut voor Personen- en Familierecht aan de KU Leuven en van 1989 tot 1992 eindredacteur en van 1992 tot 1999 hoofdredacteur van het juridische tijdschrift Vlaams Jurist Vandaag.
Ze werd politiek actief voor de VLD en werd voor deze partij in oktober 1994 verkozen tot gemeenteraadslid van Leuven. Na het vertrek van Rik Daems uit Leuven slaagde Ceysens er als lijsttrekster niet in het zetelaantal van de plaatselijke afdeling van de Open Vld in de gemeenteraadsverkiezingen van 2006 in Leuven te handhaven. In april 2015 zette ze haar mandaat als gemeenteraadslid van Leuven vroegtijdig stop. Ze werd opgevolgd door Luc Ponsaerts.
Ook was Ceysens van januari tot mei 1995 provincieraadslid van Vlaams-Brabant. Bij de eerste rechtstreekse verkiezingen voor het Vlaams Parlement van 21 mei 1995 werd ze verkozen in de kieskring Leuven. Ook na de volgende Vlaamse verkiezingen van 13 juni 1999 bleef ze Vlaams volksvertegenwoordiger tot juni 2003. In het Vlaams Parlement zetelde ze van 1995 tot 1999 in de commissies Welzijn, Gezondheid en Gezin en Mediabeleid en was ze van 1999 tot 2003 voorzitter van de commissie Welzijn, Volksgezondheid en Gezin.
Bij de federale regeringswissel in juni 2003 verving Ceysens Jaak Gabriëls in de Vlaamse regering. Ze kreeg de bevoegdheden economie, buitenlands beleid en e-government. Na de regionale verkiezingen van 13 juni 2004 kreeg ze echter geen nieuwe ministerpost. Vervolgens was zij van juli 2004 tot oktober 2007 fractieleidster in het Vlaams Parlement voor de Open Vld.
Op 10 oktober 2007 volgde ze in de Vlaamse regering Fientje Moerman op als minister van Economie, Ondernemen, Wetenschap, Innovatie en Buitenlandse Handel. Haar beleid concentreerde zich op de vergroening van de economie in Vlaanderen en op het versterken van de Vlaamse aanwezigheid in nieuwe groeimarkten.
Bij de Vlaamse verkiezingen van 7 juni 2009 behield Patricia Ceysens als lijsttrekker voor Vlaams-Brabant het aantal zetels in deze kieskring en werd ze opnieuw Vlaams volksvertegenwoordiger tot mei 2014. Door de tegenvallende verkiezingsresultaten nam de Open Vld echter niet deel aan de vorming van de regering-Peeters II. Van 2009 tot 2014 was zij in het Vlaams Parlement voorzitter van de commissie Economie, Innovatie, Wetenschapsbeleid, Werk en Sociale Economie.
Na het vertrek van interim-voorzitter Guy Verhofstadt werd Alexander De Croo, met running mates Patricia Ceysens en Vincent Van Quickenborne, op 12 december 2009 verkozen tot nieuwe voorzitter van de Open Vld. Vervolgens was Ceysens van 2009 tot 2012 ondervoorzitter van de partij. In september 2011 werd zij lid van het beschermcomité van de Vlaamse liberale denktank Libera!.
In mei 2014 kwam ze op voor de federale verkiezingen, waarvoor ze de derde plaats op de Vlaams-Brabantse Open Vld-lijst kreeg. Ze raakte verkozen in de Kamer van volksvertegenwoordigers. Ceysens bleef Kamerlid tot in mei 2019. Bij de verkiezingen van dat jaar stond ze als laatste opvolger op de Vlaams Brabantse Kamerlijst voor Open Vld en nadien verliet ze de actieve politiek.

### Na de politiek
Ceysens is sinds 2011 CEO van WeWatt, een bedrijf dat zich specialiseerde in de ontwikkeling van fietsbureaus en oplaadstations.
In 2020 werd ze bestuurder van Econopolis Wealth Management.
In 2021 werd ze bestuurder van de Nationale Loterij van België.

## Ereteken
- 2019: Grootofficier in de Leopoldsorde.[9]

## Trivia
- Patricia Ceysens is meter van Kai-Mook, de allereerste olifant geboren in de Antwerpse zoo.